# Deslinde
El deslinde es el derecho que corresponde al propietario de una finca al cercarla, colocar hitos para deslindarla de las fincas colindantes.
Cuando existe discordancia entre los propietarios de dos, o más, predios colindantes, acerca del lugar en que debe establecer la línea divisoria entre las mismas, surge la necesidad de deslindar esa línea divisoria. Este deslinde se puede llevar a cabo mediante acuerdo de todas las partes interesadas. Cuando no ha sido posible el acuerdo se establece un procedimiento judicial para que establezca los límites de cada finca. 

## Deslinde de parcelas
El deslinde es un derecho (derecho a deslindar) integrante del contenido de la posesión, originada por la propiedad o por los demás derechos reales sobre bienes inmuebles (art. 384 Cód. Civil de España) que conlleven posesión de la finca por el titular. Puede pedir el deslinde de un terreno, no sólo el dueño del mismo sino (además) quienes tuvieren constituido sobre él algún derecho real de posesión para su uso y disfrute.

## Alcance del deslinde
El deslinde sólo acredita el hecho y no el derecho con el que se haga, y es inadmisible cuando lo que se pretende es resolver cuestiones sobre la propiedad de las fincas, en cuyo caso hay que acudir a las acciones ordinarias en un juicio declarativo ordinario .

## Deslinde judicial
Se trata de un procedimiento de los llamados de jurisdicción voluntaria, y se puede solicitar el deslinde por cualquier sujeto interesado en el mismo, tras lo que el Juzgado competente en el lugar donde radica la finca citará a comparecer en el sitio a deslindar a todos los titulares de fincas colindantes, el día y hora en que se vayan a practicar a presencia de la comisión judicial las operaciones necesarias. Los titulares citados podrán comparecer asistidos de peritos. Si no hay oposición se levantará un acta descriptiva del acto, la cual se protocolizará notarialmente, y se inscribirá en el Registro de la propiedad, siempre que quede acreditado que fueron citados todos los titulares inscritos a los que pueda afectar el deslinde.

## Deslinde administrativo
El acto administrativo del deslinde se realiza para identificar los bienes de dominio público existentes en una determinada zona (típicamente las riberas del mar y de los ríos, los caminos y los montes públicos).

## Deslinde en España

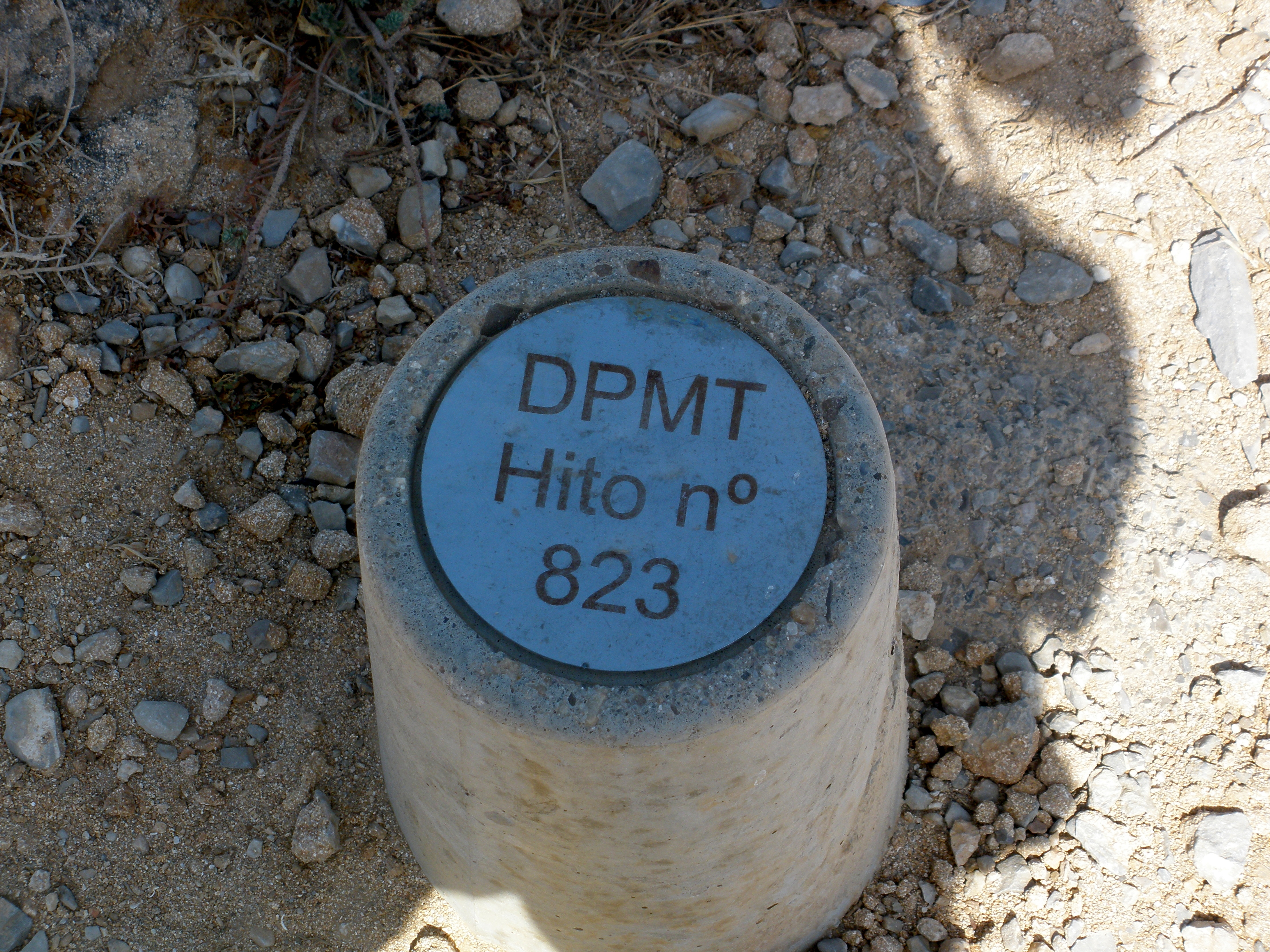
Hito de deslinde de costas en el municipio español de Artá.

La legislación española ofrece dos procedimientos especiales para el deslinde, complementados con publicidad registral eficaz, uno en el ámbito público, sujeto al derecho administrativo, y otro en el ámbito privado, de desarrollo mixto notarial-judicial.

### Deslindes de costas en España
Deslinde de costas es el término empleado en España para señalar aquellas acciones encaminadas a delimitar qué terrenos forman parte del dominio público marítimo-terrestre. Estas acciones promovidas por el Ministerio para la Transición Ecológica conllevan que las fincas y edificaciones encuadrados en dicho dominio público pasen a ser propiedad del Estado.[cita requerida]